# Стрижень (притока Здвижу)
Стри́жень — річка в Україні, в Бородянському районі Київської області. Права притока Здвижу (басейн Дніпра). 
Довжина 10 км. 
Бере початок у лісі, в урочищі Болото Човнове, за 2,5 км. на захід від села Діброва. Далі протікає через село Пороскотень, де зливається із притокою з невідомою назвою (починається в лісі біля околиці селища Клавдієво-Тарасове), протікає повз великий дачний масив і впадає у Здвиж навпроти села Нова Гребля.
На річці влаштовано декілька ставків — 3 ставки на притоці, 2 — на самій річці, один — на околиці Пороскотня, інший, що має довжину 1,5 км і максимальну ширину майже 1 км — поблизу дачних масивів. До злиття із притокою тече виключно сосновим лісом, поза межами будь-яких поселень. 

## Цікаві об'єкти
Поруч розташоване урочище Бабка — пам'ятка природи загальнодержавного значення.

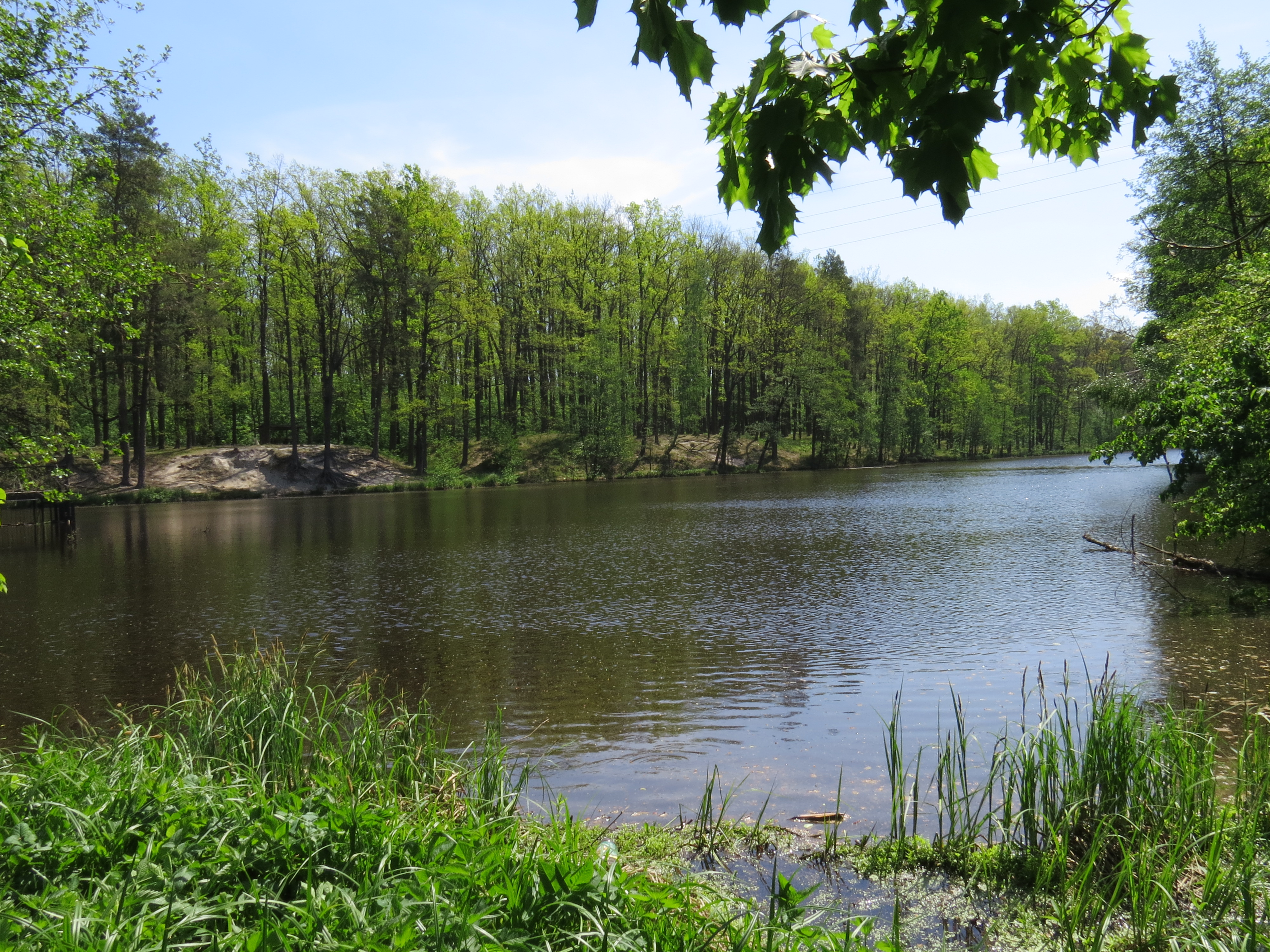
Ставок з рибальським господарством та базою відпочинку. На тому березі починається урочище Бабка